# Hochmatt
Hochmatt är en bergstopp i Schweiz.   Den ligger i distriktet Gruyère och kantonen Fribourg, i den sydvästra delen av landet, 40 km söder om huvudstaden Bern. Toppen på Hochmatt är 2 152 meter över havet, eller 428 meter över den omgivande terrängen. Bredden vid basen är 2,9 km.
Terrängen runt Hochmatt är bergig åt sydväst, men åt nordost är den kuperad. Närmaste större samhälle är Saanen, 10,1 km söder om Hochmatt. 
I omgivningarna runt Hochmatt växer i huvudsak blandskog. Runt Hochmatt är det ganska glesbefolkat, med 38 invånare per kvadratkilometer.